# Любе (Мёрт и Мозель)
Любе́ (фр. Lubey) — коммуна во французском департаменте Мёрт и Мозель, региона Лотарингия. Относится к  кантону Брие.

## География
Любе расположен в 28 км к северо-западу от Меца. Соседние коммуны: Манс на северо-востоке, Лантефонтен и Брие на востоке,  Ле-Барош на юго-востоке, Озерай на юго-западе.

## Демография
Население коммуны на 2010 год составляло 220 человек.
| 1962 | 1968 | 1975 | 1982 | 1990 | 1999 | 2010 |
| ---- | ---- | ---- | ---- | ---- | ---- | ---- |
| 174  | 177  | 156  | 149  | 173  | 152  | 220  |